# 愛知県立東浦高等学校
愛知県立東浦高等学校（あいちけんりつひがしうらこうとうがっこう）は、愛知県知多郡東浦町に所在する公立の高等学校。1950年（昭和25年）に設置された愛知県立刈谷高等学校東浦分校を前身として、1973年（昭和48年）に開校した。
知多地域より一宮聾学校へ通う生徒の長時間通学解消のため、敷地内に千種聾学校の分校を2023年度に開校予定。

## 設置学科
- 普通科
  - 情報ビジネスコース

## 沿革
- 1973年（昭和48年）4月1日 - 開校[1]。
- 2010年（平成22年）4月1日 - 情報活用コースを開設[1]。

## 教育目標
- 知性をみがき、公正な判断力をもつ人
- 自他を愛し、情操豊かな社会性のある人
- 心身を鍛え、責任感と実行力のある人を育成する。

## 進路
半分程度は専門学校もしくは就職をする。残りの半分程度は私立の大学に進学をする。少数だが、国公立大学に進学しようとするものもいる。

## 学校行事
球技大会や学校祭などがあり、特に球技大会では学年（生徒）・教師関係なく試合を行う（学校対抗）。
学年関係なく各行事の成績によりポイントをつけ、最終的にポイントの一番多かったクラスを表彰し、記念品を贈る「年間総合優勝」制度がある。

## 部活動

### 運動部
- 柔道部
- 剣道部
- 卓球部　(男女)
- サッカー部
- バレーボール部（女子）（男子）

- バスケットボール部（男女）
- ソフトテニス部（男女）
- ハンドボール部（男女）
- 野球部
- 弓道部

### 文化部
- 茶華道部
- 美術部
- ギター部
- 放送部
- 吹奏楽部
- 家庭科部

## 最寄駅
JR武豊線 東浦駅より徒歩約17分。

## 通学
尾張学区の高校だが、刈谷市、知立市、高浜市からの受験生も志願できる。

## 著名な卒業生
- こけし達（トゥインクル・コーポレーション所属）
- 浜島俊哉－壱番屋社長